# Institut für Hygiene und Umwelt
Das Institut für Hygiene und Umwelt (HU) trägt auch den Beinamen „Landesinstitut für Lebensmittelsicherheit, Gesundheitsschutz und Umweltuntersuchungen“ und ist – kurz gesagt – das Landeslabor der Freien und Hansestadt Hamburg. Seine Aufgaben sind vor allem die amtliche Untersuchung und Begutachtung von Lebens- und Futtermitteln, Städte- und Krankenhaushygiene, human- und veterinärmedizinische Diagnostik sowie Umweltanalytik und Umweltüberwachung.
Das Institut war bis 2020 Teil der Hamburger Behörde für Gesundheit und Verbraucherschutz und ist seither der Behörde für Umwelt, Klima, Energie und Agrarwirtschaft angegliedert. Seit Anfang 2015 ist es ein Landesbetrieb nach § 106 Absatz 1 der Landeshaushaltsordnung.

## Aufgaben des Instituts für Hygiene und Umwelt

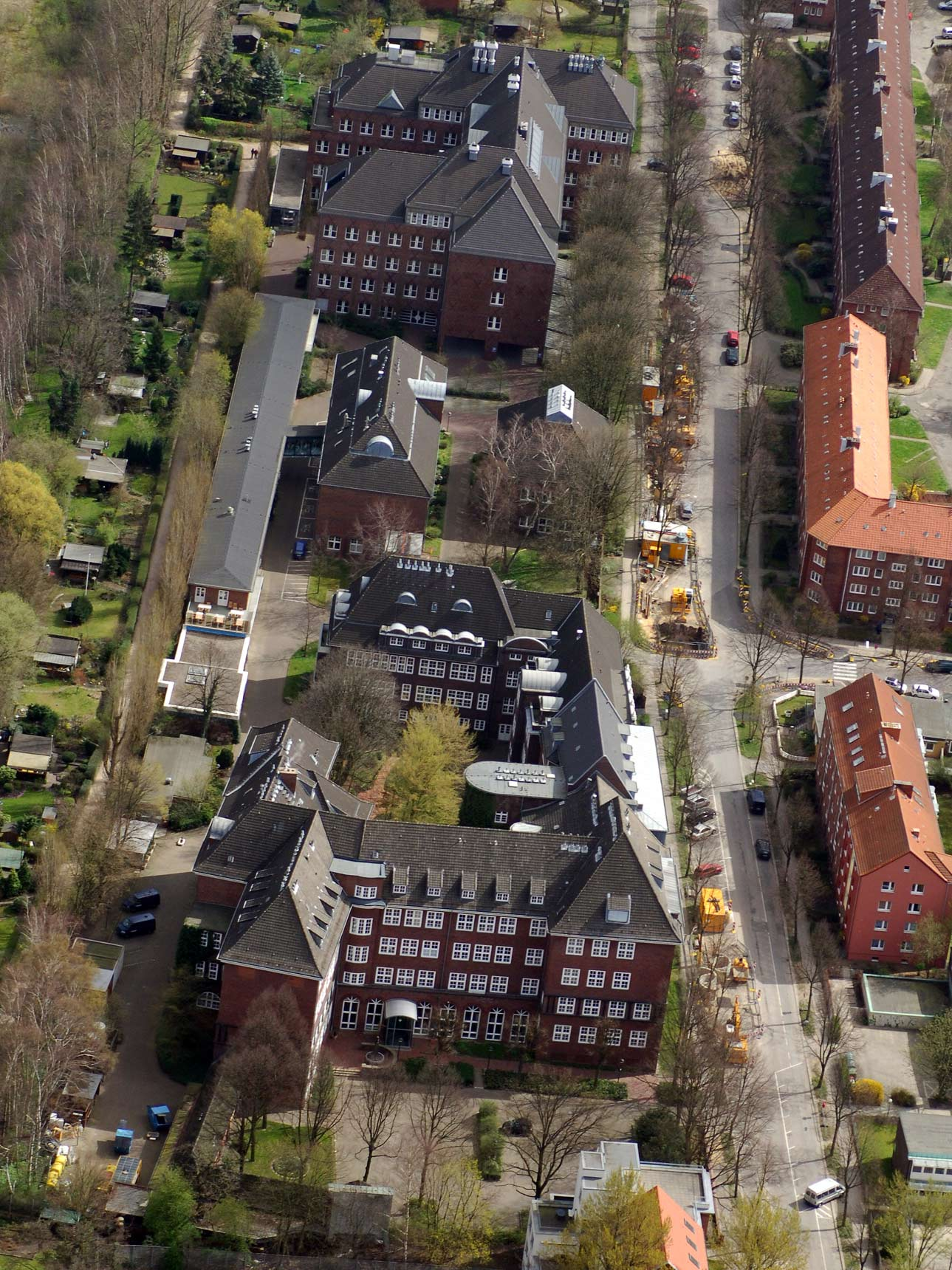
Institut für Hygiene und Umwelt in der Marckmannstraße

Das Institut für Hygiene und Umwelt (HU) besteht organisatorisch aus drei analytisch orientierten Fachbereichen sowie der Abteilung Service und Steuerung und verschiedenen Stabsstellen.

### Lebensmittelsicherheit und Zoonosen
Der Bereich Lebensmittelsicherheit und Zoonosen gliedert sich in drei Abteilungen:
- Abteilung Lebensmittel I
- Abteilung Lebensmittel II, Rückstandsanalyse, Kosmetika
- Abteilung Lebensmittel III, Futtermittel, Tiergesundheit

Die meisten Arbeitsgruppen des Fachbereichs befassen sich mit der Untersuchung und rechtlichen Begutachtung von Lebens- und Futtermitteln, Bedarfsgegenständen, kosmetischen Mitteln und Tabakerzeugnissen. Auftraggeber sind insbesondere die Fachämter für Verbraucherschutz, Gewerbe und Umwelt der Hamburger Bezirke im Rahmen der amtlichen Lebensmittelüberwachung sowie das Veterinär- und Einfuhramt der Hamburger Behörde für Justiz und Verbraucherschutz (BJV) und die Zolldienststellen im Rahmen von Importkontrollen. Für den Vollzug ist in Hamburg die Wasserschutzpolizei zuständig.
Geprüft werden neben der Sicherheit, der Qualität und der Zusammensetzung auch die ordnungsgemäße Kennzeichnung und viele andere Parameter. So wird beispielsweise auf Zusatzstoffe getestet oder ob Erreger von Zoonosen (Infektionskrankheiten, die von tierischen Lebensmitteln oder durch Kontakt zu Tieren auf den Menschen übertragen werden, wie zum Beispiel Salmonellose) vorhanden sind oder ob sich Kontaminanten und Rückstände nachweisen lassen. Zu diesem Zweck werden chemische, physikalische, mikrobiologische, molekularbiologische und organoleptische Untersuchungen durchgeführt.
Eng verbunden mit der Untersuchung und der rechtlichen Beurteilung ist das Verfassen von wissenschaftlichen und rechtlichen Stellungnahmen zu Vorgängen für die Bezirke oder die Staatsanwaltschaft sowie zu Rechtssetzungsverfahren gegenüber der Behörde und dem Bund. Darüber hinaus sind einige Befunde vor Gericht als Sachverständige zu vertreten. Eine Arbeitsgruppe des Fachbereichs führt mikrobiologische (bakteriologische, virologische, mykologische, immunologische, molekularbiologische) und pathologische Diagnostik zu veterinärmedizinischen Fragestellungen durch. Sie erbringt diese Leistungen sowohl im amtlichen Auftrag im Rahmen des Tiergesundheitsgesetzes, des Tierschutzgesetzes und des Lebensmittel- und Futtermittelgesetzbuches als auch im Auftrag von niedergelassenen Tierärzten/-ärztinnen und anderen Auftraggebern.
Darüber hinaus arbeitet der Fachbereich im Rahmen der Norddeutschen Kooperation (NoKo) eng mit den staatlichen Untersuchungsinstituten aus Berlin, Brandenburg, Bremen, Mecklenburg-Vorpommern, Niedersachsen und Schleswig-Holstein zusammen und analysiert auch Lebensmittel und Tabakerzeugnisse aus diesen Bundesländern. Die Untersuchungsergebnisse fließen in die amtliche Überwachung des jeweiligen Landes ein.
Seit 2014 stellt das HU Hamburger Firmen Zertifikate für nichttierische Lebensmittel, kosmetische Mittel, Wasch- und Reinigungsmittel, Tabakerzeugnisse und Lebensmittelbedarfsgegenstände aus. Diese Gesundheitszertifikate (health certificates), Radioaktivitätszertifikate (non radiation certificates) oder amtlichen Bestätigungen von entsprechenden Sachverständigengutachten werden für den Export in einige Drittländer benötigt.

### Hygiene und Infektionsmedizin
Der Bereich Hygiene und Infektionsmedizin besteht aus folgenden Abteilungen:
1. Abteilung Hygiene
2. Hamburg Port Health Center (HPHC)
3. Abteilung Medizinische Mikrobiologie

Aufgabenschwerpunkte dieses medizinischen Fachbereichs sind einerseits die epidemiologisch-mikrobiologische Aufklärung über das Auftreten, die Häufigkeit und die Virulenz von Infektionserregern in Hamburg und andererseits die Entwicklung und Umsetzung von Strategien zur Infektionsprävention. Hinzu kommen Aufgaben der Schädlingsbekämpfung wie etwa die Bekämpfung von Ratten und Kleinungeziefer auf öffentlichem Grund.
Zur Identifikation und Prävention von gesundheitlichen Risiken durch übertragbare Erreger werden mikrobiologische (bakteriologische, mykologische, virologische, immunologische und molekularbiologische) und hygienische Laboruntersuchungen für Einrichtungen des öffentlichen und privaten Gesundheits- und Sozialwesens durchgeführt. Dazu gehören beispielhaft Krankenhäuser, Arzt- und Zahnarztpraxen, Alten- und Pflegeheime, Schulen und Kindergärten, Gesundheitsberatungsstellen, die Bezirksämter und andere Auftraggeber. Die Untersuchungen werden sowohl im Rahmen der amtlichen Seuchen- und Infektionshygiene als auch auf der Basis von Einzelaufträgen oder Verträgen durchgeführt (unter Berücksichtigung und Ausschluss möglicher Interessenkollisionen). Weiterhin führen die Hygieniker und Hygienefachkräfte Beratungen bis hin zu kontinuierlichem Consulting für öffentliche und private Auftraggeber durch.
Zum Fachbereich gehört auch das Hamburger Zentrum für Infektionsepidemiologie, in dem für das Bundesland Hamburg die Verbreitung von Krankheiten in der Bevölkerung systematisch beobachtet und analysiert, die meldepflichtigen Infektionskrankheiten zentral erfasst und an das Robert Koch-Institut (RKI) weitergeleitet werden.
Im „Hamburg Port Health Center“, sind der Hafen- und Flughafenärztliche Dienst sowie das Hamburger Zentrum für Impfmedizin angesiedelt. Der Hafen- und Flughafenärztliche Dienst ist für die Durchführung der hoheitlichen Aufgaben im Rahmen des öffentlichen Gesundheitsschutzes im Bereich des Hafens und am Flughafen Hamburg zuständig. Das Zentrum für Impfmedizin führt nach Terminvereinbarung alle empfohlenen Impfungen für Kinder und Erwachsene durch und bietet reisemedizinische Sprechstunden an. Darüber hinaus wirkt es an öffentlichen Impfprogrammen mit und trägt somit zur Bevölkerungsimmunisierung auf Basis gesetzlicher Bestimmungen und gesundheitspolitischer Zielvorgaben bei.
Amtliche Überwachungsfunktionen nimmt der Fachbereich vor allem bei der Rattenbekämpfung auf öffentlichem Grund, der Begasungsaufsicht im Hafen und bei der Unterstützung der Bezirke in der Krankenhaus-, Heim- und Praxenaufsicht wahr.

### Umweltuntersuchungen
Dieser Bereich des Instituts ist zuständig für die Umweltuntersuchungen mit den Abteilungen:
- Abteilung Wasser, Boden, Abfall, Gentechnik
- Abteilung Luft, Radioaktivität
- Abteilung Labor für Umweltuntersuchungen

Dieser Fachbereich stellt die zentrale Untersuchungsstelle der Hamburger Behörden im Umweltbereich dar. Er liefert Informationen zur Beschaffenheit der Hamburger Oberflächengewässer einschließlich der Badegewässer. Auch Technische Bäder, Trink- und Grundwasser sowie Abwasser (insbesondere Direkteinleiter) werden untersucht. Daten zur Belastung der Luft durch Schadgase und Stäube und nicht zuletzt zur Bodenbelastung im Stadtgebiet werden erhoben und bewertet sowie Abfalluntersuchungen durchgeführt.
Darüber hinaus betreibt der Fachbereich ein Gentechnik-Überwachungslabor sowie die Radioaktivitätsmessstelle nach Strahlenschutzvorsorgegesetz für die Überwachung von Umweltproben und Lebensmitteln. All diese Untersuchungen werden ganz überwiegend als Dienstleistungen für die Hamburger Behörde für Umwelt, Klima, Energie und Agrarwirtschaft (BUKEA) erbracht, aber auch für andere Behörden und öffentliche Unternehmen vorgenommen.
Die Aufgaben der Mitarbeiter können sich von der Planung der Untersuchungsprojekte und Messprogramme über Probenahme und Analytik bis hin zur Erstellung von Berichten erstrecken. Die erhobenen Daten sollen sowohl die natürlichen Verhältnisse der Umwelt als auch die anthropogen bedingten Einflüsse möglichst präzise abbilden. Zeitliche Veränderungen sollen frühzeitig erkannt und quantifiziert werden und Maßnahmen im Umweltbereich durch ein entsprechendes Monitoring überprüft werden.
Die Erhebung der Daten ist großenteils gesetzlich vorgeschrieben; sie erfolgt vielfach im Rahmen der Berichtspflicht an die EU. Denn die Wasserrahmenrichtlinie mit Tochterrichtlinien bzw. die Oberflächengewässerverordnung, die Luftqualitätsrichtlinie mit ihren Tochterrichtlinien und eine Vielzahl gesetzlicher Regelungen zu Abwasser, Böden, Abfällen und Chemikalien erfordern Erhebungen des Ist-Zustandes, Maßnahmen(pläne) zur Verbesserung und Erfolgskontrollen.
Zur Erfüllung dieser vielfältigen Aufgaben betreibt der Umweltbereich des HU nicht nur chemische, physiko-chemische und biologische Laboratorien, sondern unterhält auch automatische Messnetze. Sowohl dem Wassergütemessnetz (WGMN) als auch dem Hamburger Luftmessnetz (HaLm) und dem Radioaktivitätsmessnetz kommt eine wichtige Vorwarnfunktion zu. Alle Messnetze tragen dazu bei, dass Gefahren frühzeitig erkannt und Maßnahmen rechtzeitig eingeleitet werden können. Die Messdaten des WGMN und des HaLm werden online publiziert und können jederzeit kostenlos abgerufen werden.
Der Bereich Umweltuntersuchungen hat außerdem im Aufgabenfeld Umweltanalytik einen Schwerpunkt „externe Qualitätssicherung“, er benennt kompetente Laboratorien für rechtlich geregelte Untersuchungen, berät andere Stellen bei Vergaben und führt Ringversuche nach internationalen Normen und Richtlinien durch.

### Service und Steuerung sowie Stabsstellen
Die Mitarbeiterinnen und Mitarbeiter der Abteilung Service und Steuerung unterstützen die Geschäftsführung bei der Steuerung der Wirtschaftsführung durch ein aussagekräftiges Berichtswesen. Dieses Controlling stützt sich insbesondere auf die Kosten- und Leistungsrechnung. Zum Schwerpunkt Finanzen und Betriebswirtschaft zählen zudem die kaufmännische Buchhaltung, das Steuerrecht, die Beschaffung und das Magazin. Außerdem stellt die Abteilung den IT-Betrieb sicher, sorgt für Informationssicherheit und entwickelt Konzepte für die Optimierung der Geschäftsprozesse durch den Einsatz moderner Informationstechnologien. In der Bibliothek werden Fachinformationen bereitgestellt. Die Registratur nimmt das Dokumentenmanagement für das HU wahr.
Weitere Schwerpunkte sind das Personal- und Organisationswesen. Essentieller Bestandteil des Aufgabenkreises der Abteilung Service und Steuerung ist das technische, infrastrukturelle und kaufmännische Facility Management.
Die Mitarbeiterinnen und Mitarbeiter der Stabsstelle „Zentrale Aufgaben“ sind unter anderem für Presse- und Öffentlichkeitsarbeit sowie dem Qualitätsmanagement zuständig.

## Geschichte

### Gründung

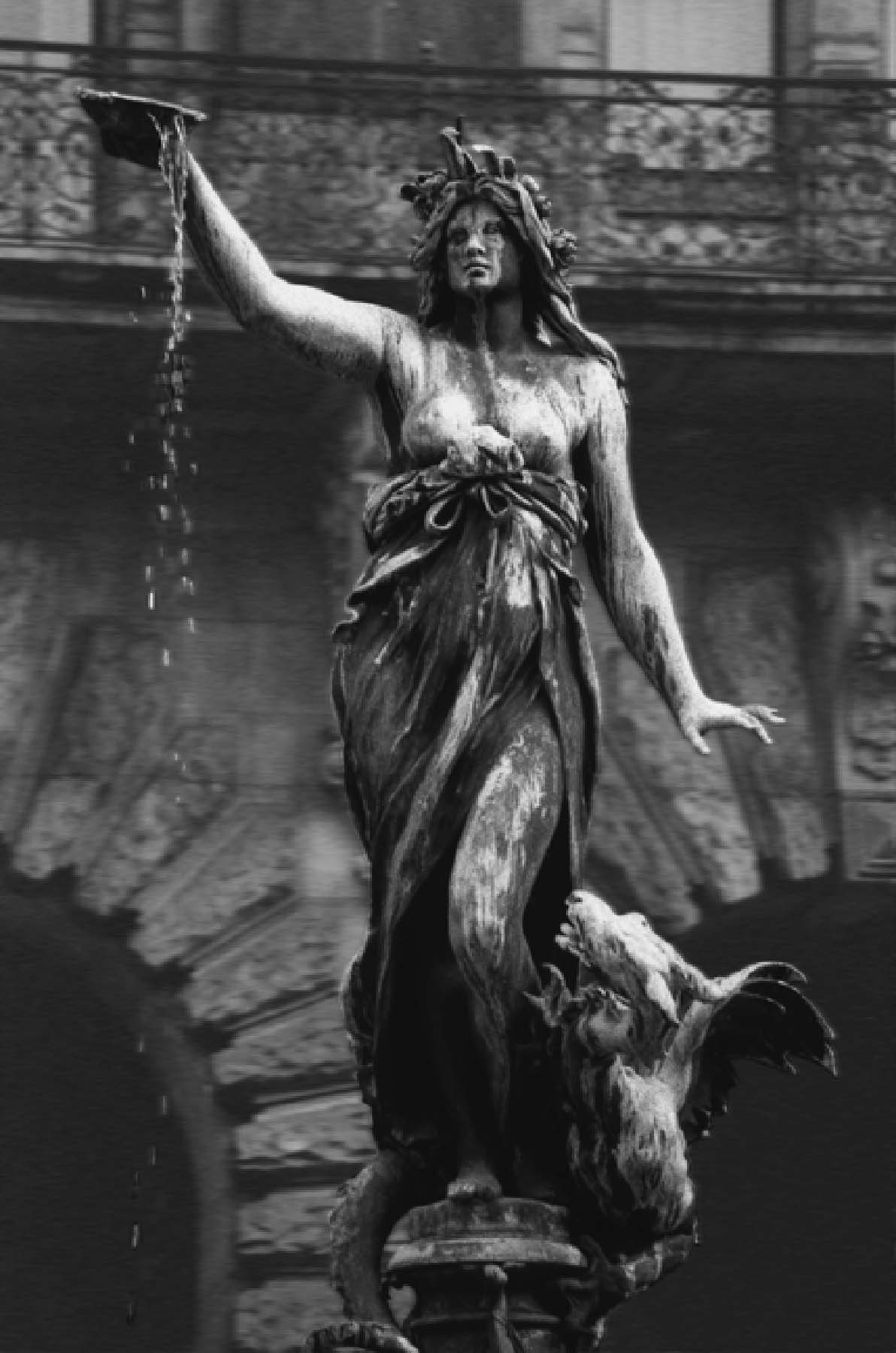
Hygieia-Statue im Hof des Hamburger Rathauses als Mahnmal zum Gedenken an die Cholera-Opfer

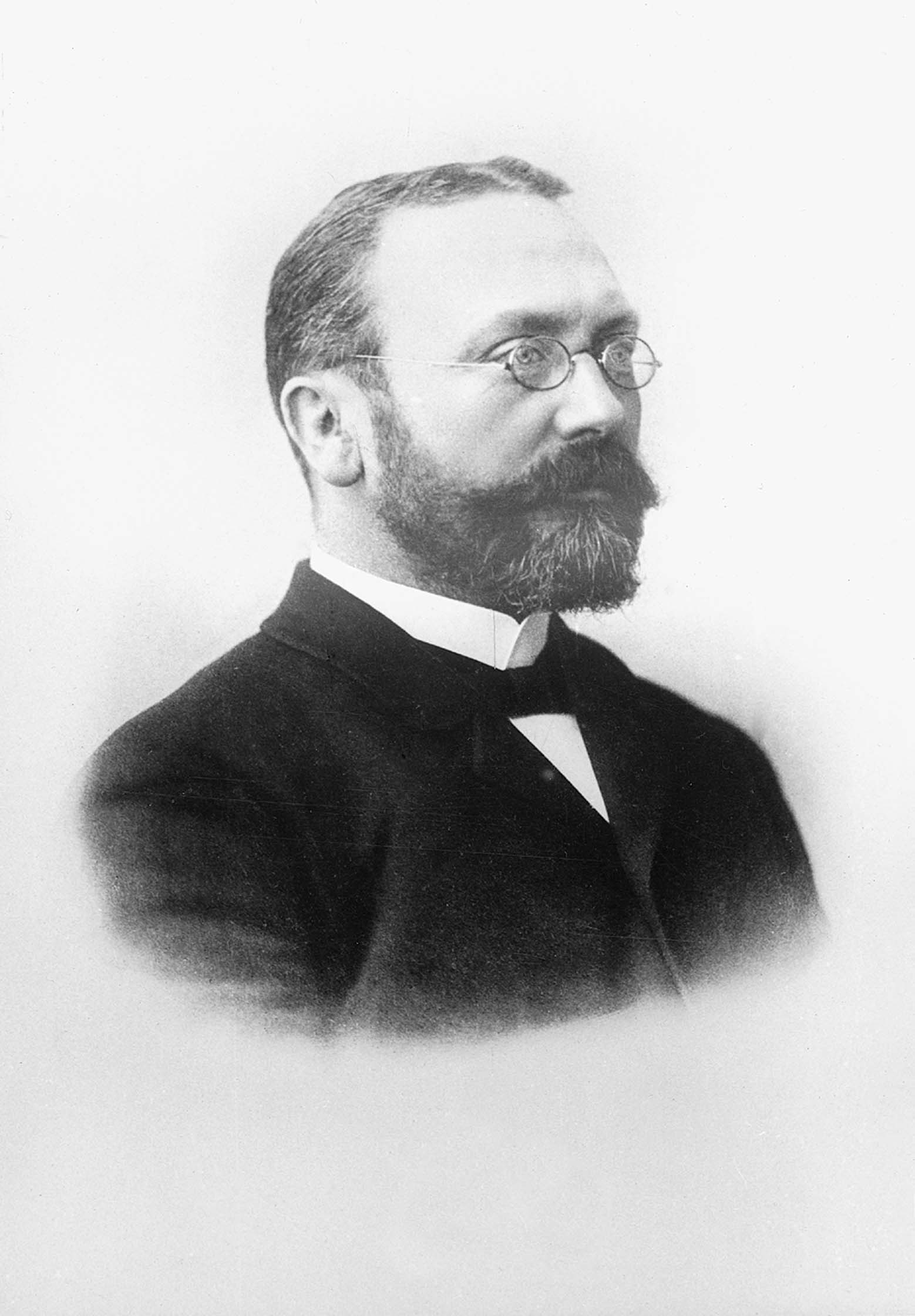
Georg Gaffky, Berater des Hamburger Senats während der Choleraepidemie

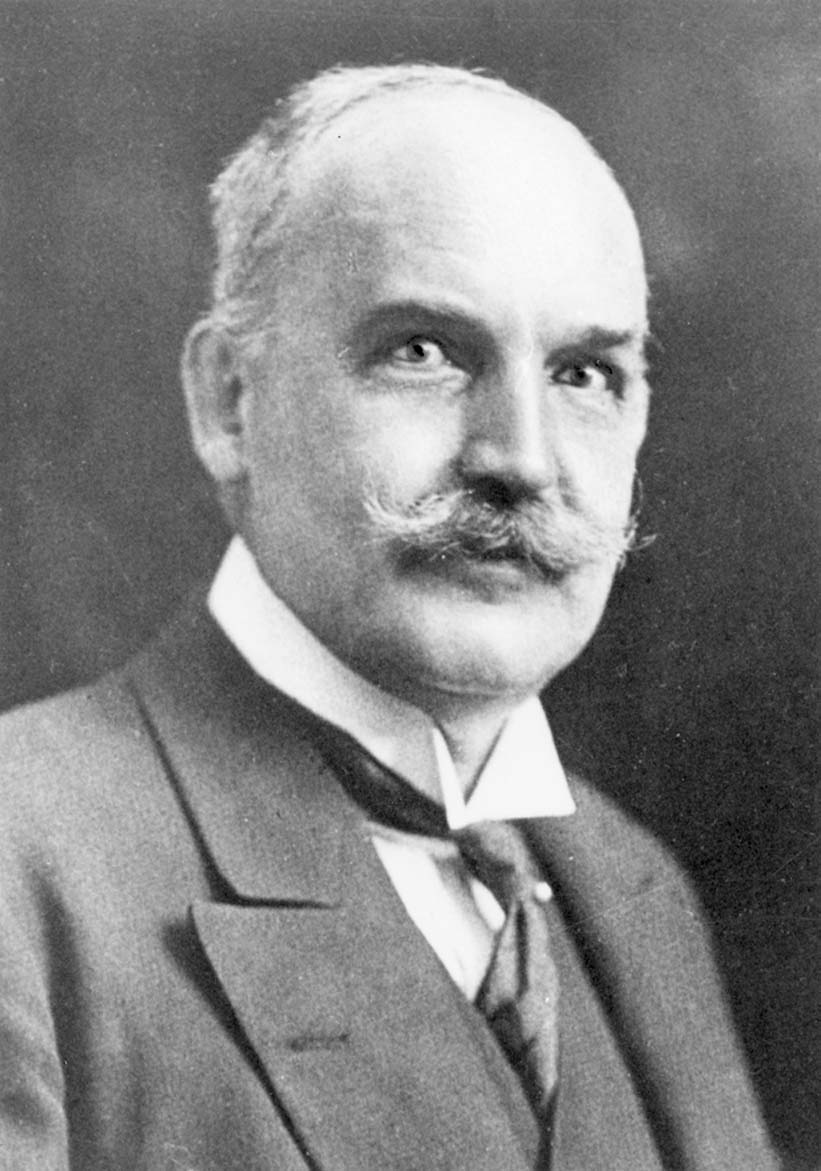
William Philipps Dunbar, erster Direktor des Hygienischen Instituts Hamburg

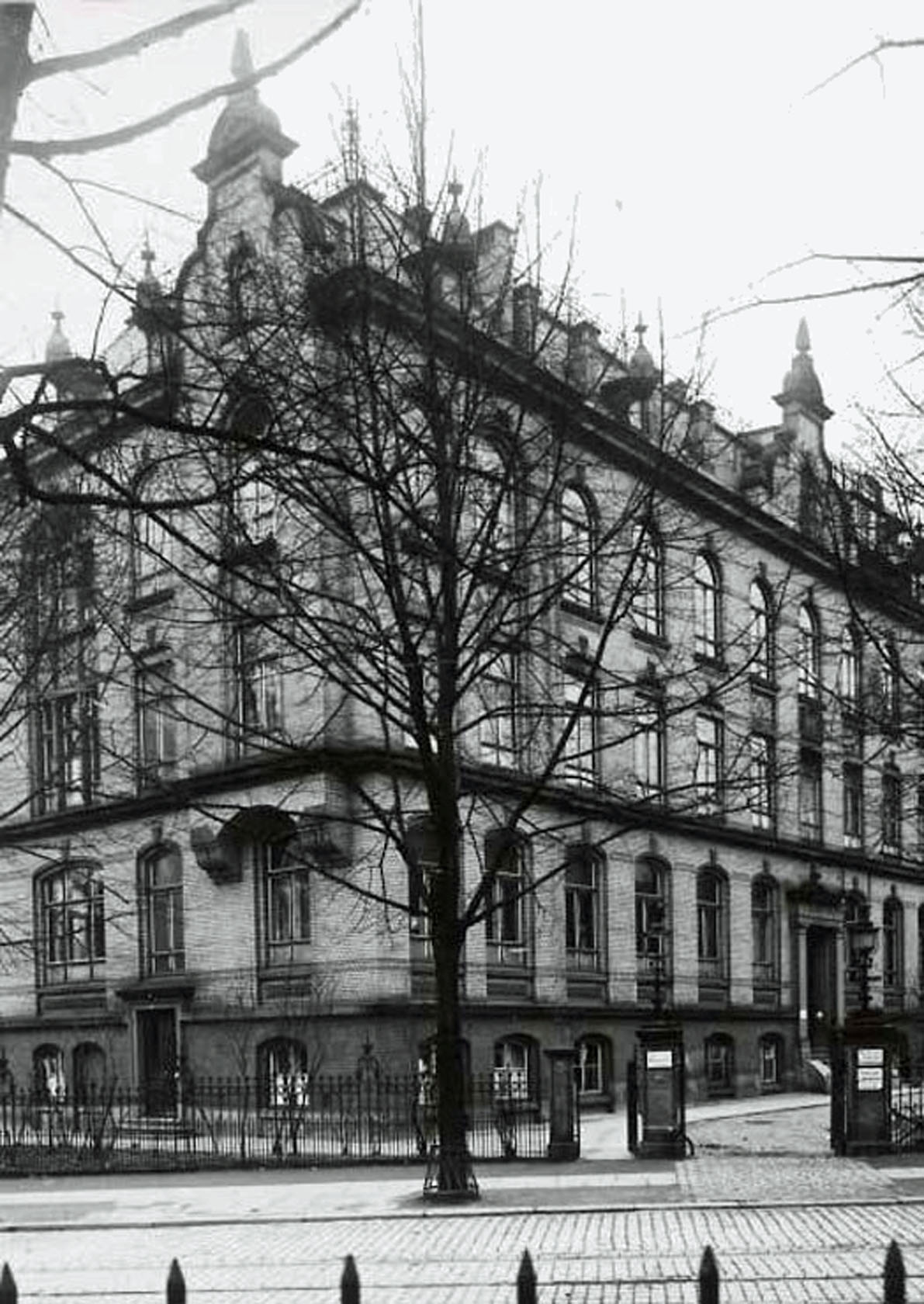
Chemisches Staatsinstitut des Hygienischen Instituts in der Jungiusstraße um 1928

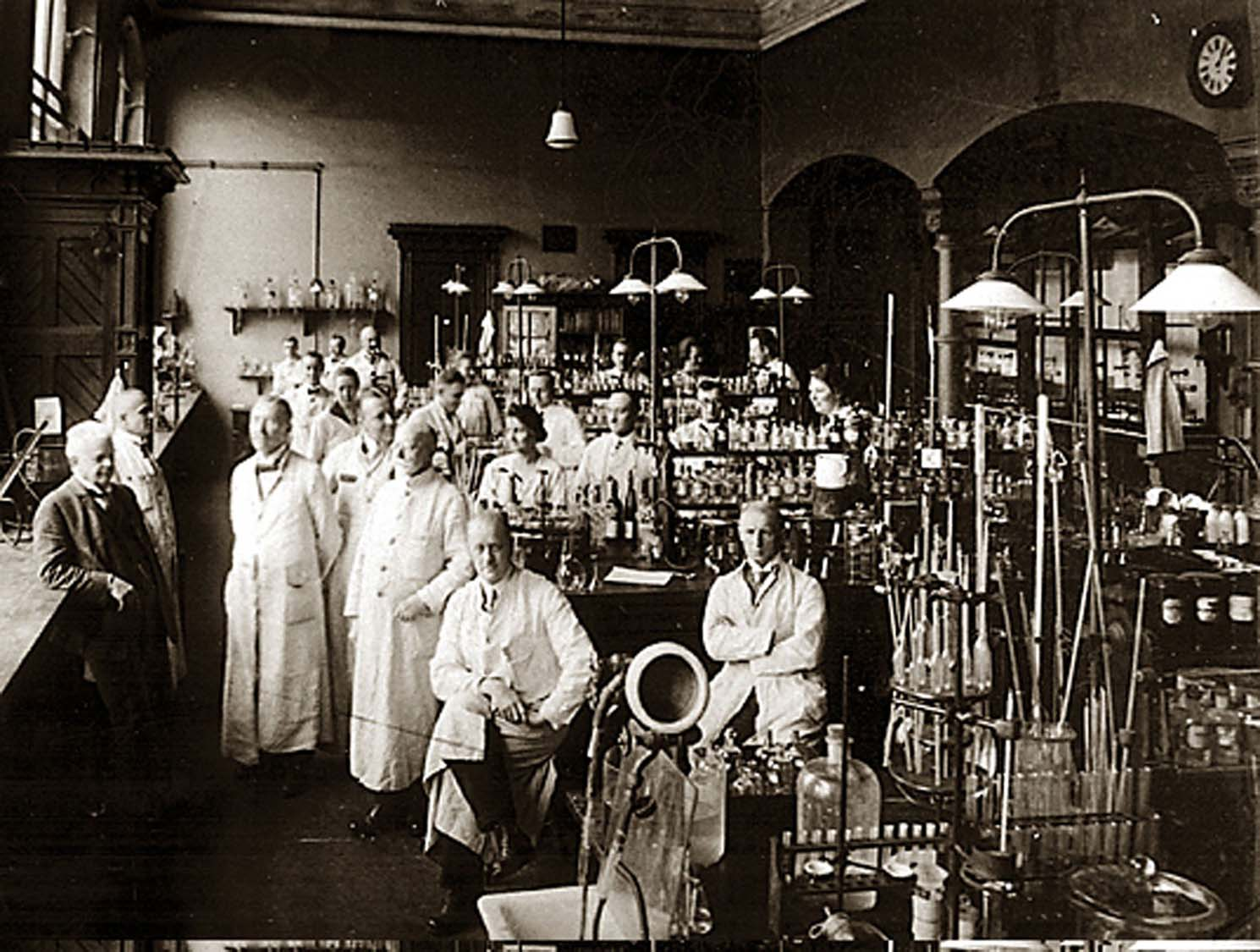
Mitarbeiter des Instituts im Labor, 1922

Die Choleraepidemie des Jahres 1892, bei der in Hamburg von rund 17.000 erkrankten Menschen 8.605 starben, gab den Anlass zur Gründung des Instituts am 28. Dezember 1892. Um der Epidemie Herr zu werden, wurde Robert Koch an die Elbe gerufen. Über den Hygienezustand der Stadt äußerte er sich mit den Worten: „Meine Herrn, ich vergesse, dass ich in Europa bin“. Der immer größer werdende Handlungsdruck auf die Stadtregierung zwang den Senat, erste epidemiologische Gegenmaßnahmen einzuleiten. Auf Empfehlung Kochs wurden die Hygieniker Georg Gaffky und sein Assistent William Philipps Dunbar als Berater geholt. Sie richteten in der Stadthausbrücke 15 ein erstes Untersuchungslabor ein, das letztendlich in die Gründung des „Hygienischen Institut Hamburg“ mündete. Als Direktor wurde 1893 der erst 29 Jahre alte William Philipps Dunbar ernannt. Das Aufgabengebiet umfasste im Wesentlichen schon damals das heutige Untersuchungsspektrum:
1. Wasser, Luft, Boden, Schul- und Fabrikhygiene
2. Nahrungsmittel und Gebrauchsgegenstände
3. Aus- und Weiterbildung der Nahrungsmittelpolizei
Dunbar setzte durch, dass das Institut 1894 um die Außenstellen Kaltehofe zur Trinkwasseruntersuchung und 1903 die Untersuchungsstation für Importfleisch am Kuhwerder Hafen erweitert wurde. Mit dem Umzug in größere Räumlichkeiten in der Jungiusstraße 1899 konnten nun die immer umfangreicheren Aufgaben adäquat bewältigt werden. 1909 übernahm das Institut serologische Arbeiten und gründete die
4. Serologische Abteilung.

### Ära R. O. Neumann
1922 verstarb Dunbar. Im gleichen Jahr setzte die Gesundheitsbehörde den Geheimen Medizinalrat Rudolf Otto Neumann ein. 1923 wurde das Institut in Hygienisches Staatsinstitut umbenannt. Neumann war bis 1937 Direktor. Unter seiner Leitung expandierte das Institut weiter zur größten Einrichtung seiner Art in Deutschland. So entstanden 1927 zwei weitere Abteilungen
5. Stadtreinigung
6. Gewerbe-, Bau-, Wohnungshygiene, Schädlingsbekämpfung, Sporthygiene, Heizung, Lüftung, Verkehrs- und Badewesen
Aus Platzmangel wurden 1930 die Serologie und Gewerbehygiene in ein Behördengebäude am heutigen Gorch-Fock-Wall ausgelagert. R. O. Neumann hat durch seine engagierten Lehr- und Forschungstätigkeiten und die umfangreiche, nach ihm benannte Sammlung maßgeblich zum guten Ruf des Instituts beigetragen.

### Das Hygienische Institut zur Zeit des Nationalsozialismus
1935 entpflichtete sich Neumann durch seinen Rücktritt, musste das Institut aber bis 1937 kommissarisch leiten, bis sein Wunsch-Nachfolger Karl Süpfle, der sich weigerte, der NSDAP beizutreten, die Leitung übernehmen konnte. 1938 wurde das Institut wegen des Groß-Hamburg-Gesetzes wieder in Hygienisches Institut Hamburg umbenannt. Leopold Schwarz musste wegen seiner jüdischen Abstammung 1938 die Lehrerlaubnis zurückgeben. Süpfle hatte kaum Zeit, sich als Direktor zu profilieren. Er wurde schon zu Beginn des Krieges als Hygiene-Berater eines Truppenverbandes eingezogen. 1942 fiel Süpfle bei Stalingrad. Während dessen Militärzeit und nach seinem Tod vertrat R. O. Neumann dessen Leitungsfunktion im Hygienischen Institut. Am 23. Juni 1943 wurde die jüdische Mitarbeiterin Frau Welker nach Theresienstadt deportiert.
Im Oktober 1943 übernahm das SS-Mitglied Horst Habs vom Hygienischen Institut der Universität Berlin die Leitung in Hamburg. Im Juli 1944 wurde das Hauptinstitut in der Jungiusstraße durch Bombenangriffe derart beschädigt, dass die Arbeit in vielen Bereichen stark reduziert bzw. ganz eingestellt werden musste. Habs musste nach dem Krieg die Leitung an Friedrich Grunske, einen ehemaligen Flottenarzt, abgeben.

### Nach dem Zweiten Weltkrieg
Friedrich Grunske übergab 1946 die Leitung des Instituts an den Sozialhygieniker Hans Harmsen. Aufgrund der starken Beschädigung des Hauses in der Jungiusstraße musste das Institut in das Gebäude am Gorch-Fock-Wall umziehen. Das Haus an der Jungiusstraße wurde später abgerissen. Mit der wirtschaftlichen Erholung Deutschlands wurde auch das Arbeitspensum immer größer und die Aufgaben immer spezieller. Als Folge wurde das Institut 1951 neu geordnet und in vier Anstalten gegliedert.
1. Lehranstalt für Allgemeine und Soziale Hygiene
2. Medizinaluntersuchungsanstalt (MUA)
3. Chemische- und Lebensmitteluntersuchungsanstalt (CLUA)
4. Untersuchung für Städtehygiene
Überlegungen, ein neues Institutsgebäude zu bauen, wurden 1962 aufgrund der Flutkatastrophe trotz weit vorangeschrittener Planung zurückgestellt und letztendlich verworfen. Andere Gesundheitsprojekte wie zum Beispiel der Bau von Krankenhäusern bekamen den Vorrang.
1969 endete das Arbeitsverhältnis Harmsens am Institut. Harmsen, hoch dekoriert und anerkannt, war im Nachhinein äußerst umstritten. Äußerungen vor und während der Nazi-Herrschaft bezüglich Euthanasie und rassistischer Ideen schadeten ihm. So musste er seine Mitgliedschaft in der von ihm gegründeten Pro Familia 1984 abgeben und von seiner Ehrenpräsidentschaft zurücktreten. Die Nachfolge übernahm Effenberger, der Leiter der Abteilung Untersuchung für Städtehygiene. Nach kleineren Neustrukturierungen erfuhr das Hygienische Institut 1970 eine erneute Umorganisation in folgende Abteilungen:
1. Anstalt für Hygiene (H)
2. Medizinaluntersuchungsanstalt (MUA)
3. Chemische- und Lebensmitteluntersuchungsanstalt (CLUA)
4. Zentralinstitut für Arbeitsmedizin (ZfA)
Zusätzlich wurde die Leitung der Anstalt neu geregelt. Danach wurde die geschäftsführende Leitung turnusmäßig alle zwei Jahre an die jeweiligen Abteilungsleiter vergeben. 1980 schied Effenberger aus, da die Anstalt für Hygiene (H) ausgegliedert und der 1978 neugeschaffenen Behörde für Bezirksangelegenheiten, Natur- und Umweltschutz (BBNU) angegliedert wurde. Vier Jahre später wurde die Desinfektionsanstalt dem Institut neu zugeordnet. Folgende Professoren leiteten bis 1995 das Institut: Winkle (MUA), Schneider (CLUA), Lehnert (ZfA), Bockemühl (MUA), und Montag (CLUA). Ab 1984 wechselten sich Montag und Bockemühl alle zwei Jahre als Leiter ab.
Im Laufe der Zeit wurde das Gebäude am Gorch-Fock-Wall renovierungsbedürftig. Eine Renovierung zur Labornutzung wäre zu teuer geworden, so dass sich der Senat entschloss, das ehemalige Kinderkrankenhaus in der Marckmannstraße im Stadtteil Rothenburgsort als neuen Standort für das Hygienische Institut umzubauen. Im Februar 1986 begann schließlich der Umzug des Instituts. Im April geschah der AKW-Unfall in Tschernobyl, der das Institut auf eine leistungsmäßige Bewährungsprobe stellte. Es musste parallel zum Umzug unter Hochdruck Analytik auf radioaktive Kontamination betrieben werden.
Aufgrund der immer knapper werdenden Kassen wurde 1993 ein Organisationsgutachten erstellt, das 1995 in einer organisatorischen Straffung, besonders bei der CLUA, mündete. Zusätzlich gliederte man das ZfA wegen seiner anderen wissenschaftlichen Orientierung aus. Die BBNU wurde aufgelöst und als Behörde für Gesundheit, Arbeit und Soziales (BAGS) neu organisiert. Auch wurde die Führungsstruktur geändert. Seither leitet das Institut ein kaufmännischer Geschäftsführer, dem beratend ein wissenschaftlicher Sprecher zur Seite steht. Die beiden einzelnen Anstalten mit ihren Unterabteilungen wurden aufgelöst und in insgesamt sechs Abteilungen gegliedert. Zwei Jahre später wurde die Veterinär-Untersuchungsanstalt aufgelöst und als siebte Abteilung dem Institut zugewiesen. Im gleichen Jahr 1997 wurde das Institut in Hygiene Institut Hamburg (HI) umbenannt. Ebenfalls wurde das Impfzentrum mit dem Umzug in die Nähe der U-Bahn Burgstraße als achte Abteilung neu geordnet. In der Folgezeit änderte der Senat die Zuordnung des Instituts häufiger. 2003 wurde die 1980 ausgegliederte Anstalt für Hygiene (H), die seit 1995 auf dem Gelände des Hygiene-Instituts in einem Neubau untergebracht ist, wieder dem Institut angeschlossen. Die nun als Institut für Hygiene und Umwelt, kurz HU, bezeichnete Institution besteht heute aus drei analytisch orientierten Fachbereichen sowie der Abteilung Service und Steuerung und verschiedenen Stabsstellen:
HU1 Service und Steuerung,
HU2 Lebensmittelsicherheit und Zoonosen,
HU3 Hygiene- und Infektionsmedizin und
HU4 Umweltuntersuchungen.

## Gebäude
Das Institut hat seinen Hauptsitz auf einem Campus mit mehreren Gebäuden. Das Hauptgebäude besteht aus zwei historischen Baukomplexen, die durch mehrere Anbauten miteinander verbunden und erweitert wurden. Zudem gibt es mehrere kleine Nebengebäude sowie einen großen Neubau, der in den 1980er Jahren entstanden ist. Der westliche Block ist eine ehemalige Realschule von 1914 im Heimatstil. Der Bauschmuck und der Brunnen stammen von Richard Kuöhl.

### Kinderkrankenhaus Rothenburgsort
Der östliche Block ist das ehemalige private Kinderkrankenhaus Rothenburgsort (1898–1982). An der Südseite des Gebäudes befindet sich die lebensgroße Statue einer Mutter mit Säugling, ebenfalls gestaltet von Richard Kuöhl.
Der Arzt Carl Stamm leitete ab 1898 die im selben Jahr von ihm mitgegründete Kinderpoliklinik. Aus ihr ging das Kinderkrankenhaus Rothenburgsort hervor, in dem er bis 1933 als Chefarzt fungierte. 1928 verlieh ihm der Senat der Freien und Hansestadt Hamburg in Anerkennung seines langjährigen ärztlichen Wirkens in Rothenburgsort die zwei Jahre zuvor gestiftete und bis heute verliehene Medaille für treue Arbeit im Dienste des Volkes. Im Frühjahr 1933 musste er wegen seiner jüdischen Herkunft das Krankenhaus verlassen.

#### NS-Zeit
Neben dem ehemaligen Eingang erinnert heutzutage eine Gedenktafel an die Tötung von mindestens 56 Kindern in der dortigen Kinderfachabteilung unter dem Leiter Wilhelm Bayer während der Zeit des Nationalsozialismus vor dem Hintergrund der so genannten Kinder-Euthanasie:

„In diesem Gebäude wurden zwischen 1941 und 1945 mehr als 50 behinderte Kinder getötet. Ein Gutachterausschuss stufte sie als ‚unwertes Leben‘ ein und wies sie zur Tötung in die Kinderfachabteilungen ein. Die Hamburger Gesundheitsabteilung war daran beteiligt. Hamburger Amtsärzte überwachten die Einweisung und Tötung der Kinder. Ärzte des Kinderkrankenhauses führten sie durch. Keiner der Beteiligten wurde dafür gerichtlich belangt.“

Noch mehr Hamburger Kinder wurden in Lagern und Tötungsanstalten umgebracht.
Die beteiligten Ärzte blieben unbestraft.
Die Gedenktafel wurde am 9. November 1999 von Sozialsenatorin Karin Roth enthüllt. Fast 10 Jahre später, am 9. Oktober 2009, wurden von Sozial- und Gesundheitssenator Dietrich Wersich sowie der hamburgischen Landesbischöfin Maria Jepsen 35 Stolpersteine im Gedenken an die ermordeten Kinder enthüllt. 33 Stolpersteine wurden den inzwischen namentlich bekannten Kindern gewidmet. Ein weiterer Stein wurde für all jene Kinder gesetzt, deren Namen noch nicht in Erfahrung gebracht werden konnten. Mit dem 35. Stolperstein wird an Carl Stamm erinnert. Der ehemalige Chefarzt des Kinderkrankenhauses Rothenburgsort wurde wegen seiner jüdischen Herkunft von den Nationalsozialisten verfolgt. Der drohenden Deportation entzog er sich 1941 durch Suizid.

#### Nachkriegsentwicklung
Wegen des Pillenknicks wurde von der Hansestadt die Planung für ein großes Kinderzentrum im AK Barmbek gestoppt. Rothenburgsort war ein Krankenhaus einer gemeinnützigen Stiftung, die als weiteren Standort das Kinderkrankenhaus in Duvenstedt (Hamburg) betrieb. Das Haus wurde von Werner von Ekesparre geführt und war bekannter als Rothenburgsort. Da die Kinderzahlen nicht für beide Häuser reichten, musste ein Haus geschlossen werden. In den Jahren danach wurde das Katholische Kinderkrankenhaus Wilhelmstift in Rahlstedt langsam aufgebaut, weshalb dann auch Duvenstedt nach einigen Jahren geschlossen wurde. Eine Hamburger Chirurgin schreibt: „Die Angaben im Internet beziehen sich nur auf die NS-Vergangenheit. So schrecklich diese Morde waren, es wird dem Krankenhaus und den dort Tätigen nicht gerecht, nur die NS-Zeit und die handelnden Personen (Ärzte und Schwestern) anzuführen. In den ca. hundert Jahren seines Bestehens gab es in diesem besonders armen Stadtteil mit seinen vielen einfachen Bewohnern (Arbeitern) und besonders vielen Kindern sicher auch andere Aspekte.“

Im September 2024 wurde nach jahrelangem Drängen der Initiative „Gedenkort ehemaliges Kinderkrankenhaus Rothenburgsort“ und ihren Unterstützern eine dreiteilige Installation an der Marckmannstraße vor dem Seitenportal des Gebäudes aufgestellt. Entworfen hat sie der Künstler Wolfgang Wiedey, die Kosten und die Trägerschaft übernahm das Bezirksamt Hamburg-Mitte.  Anwesend bei der feierlichen Einweihung des neuen Gedenkortes waren Sozialsenatorin Melanie Schlotzhauer, Bürgerschaftspräsidentin Carola Veit, Bezirksamtsleiter Ralf Neubauer sowie mehrere Vertreter der Initiative, aber auch Angehörige der Opfer. Die Installation zeigt in einer metallischen Grafik einen Schattenriss in Form eines Gitterbettes mit einem Kind und danebenstehend eine Person in Krankenhaustracht. Daneben befinden sich zwei Schrifttafeln, auf der einen wird über die Geschichte des Kinderkrankenhauses und die Geschehnisse zwischen den Jahren 1940–1945 informiert, auf einer zweiten sind die Namen der kindlichen Opfer in alphabetischer Reihenfolge genannt. Einige legten Blumen oder andere kleine Gaben ab. 

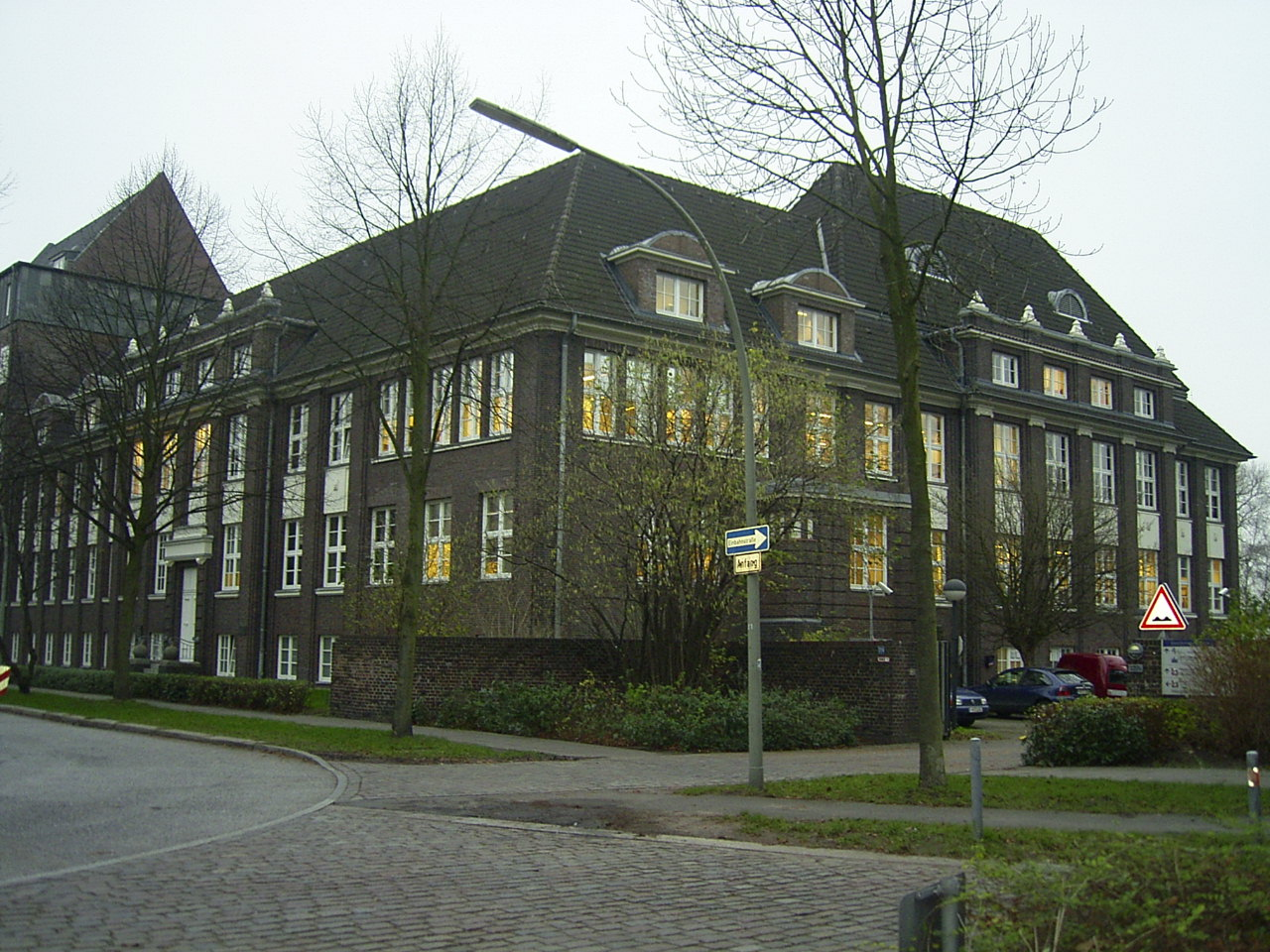
Kinderkrankenhaus
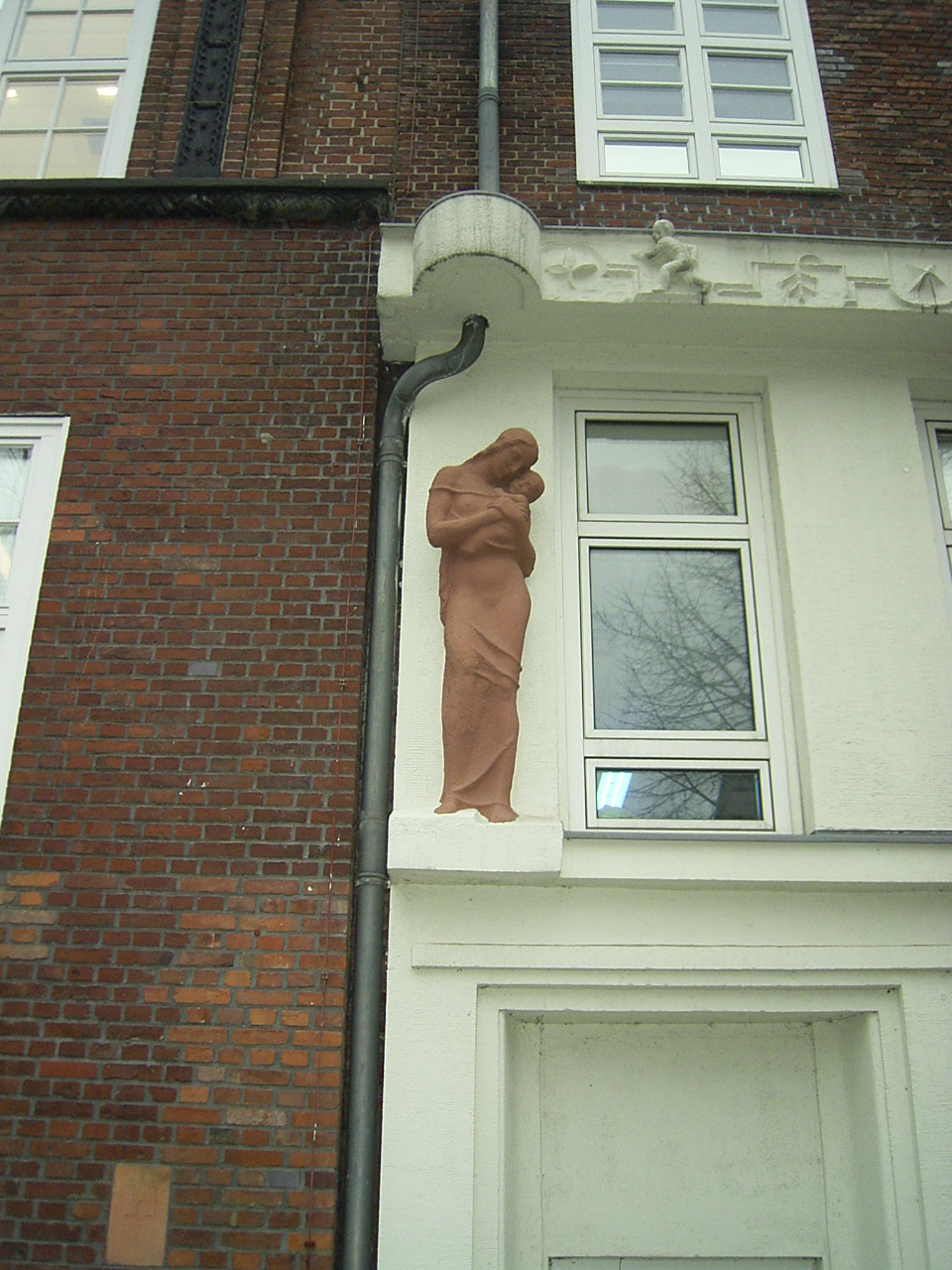
Mutterliebe (Kuöhl)
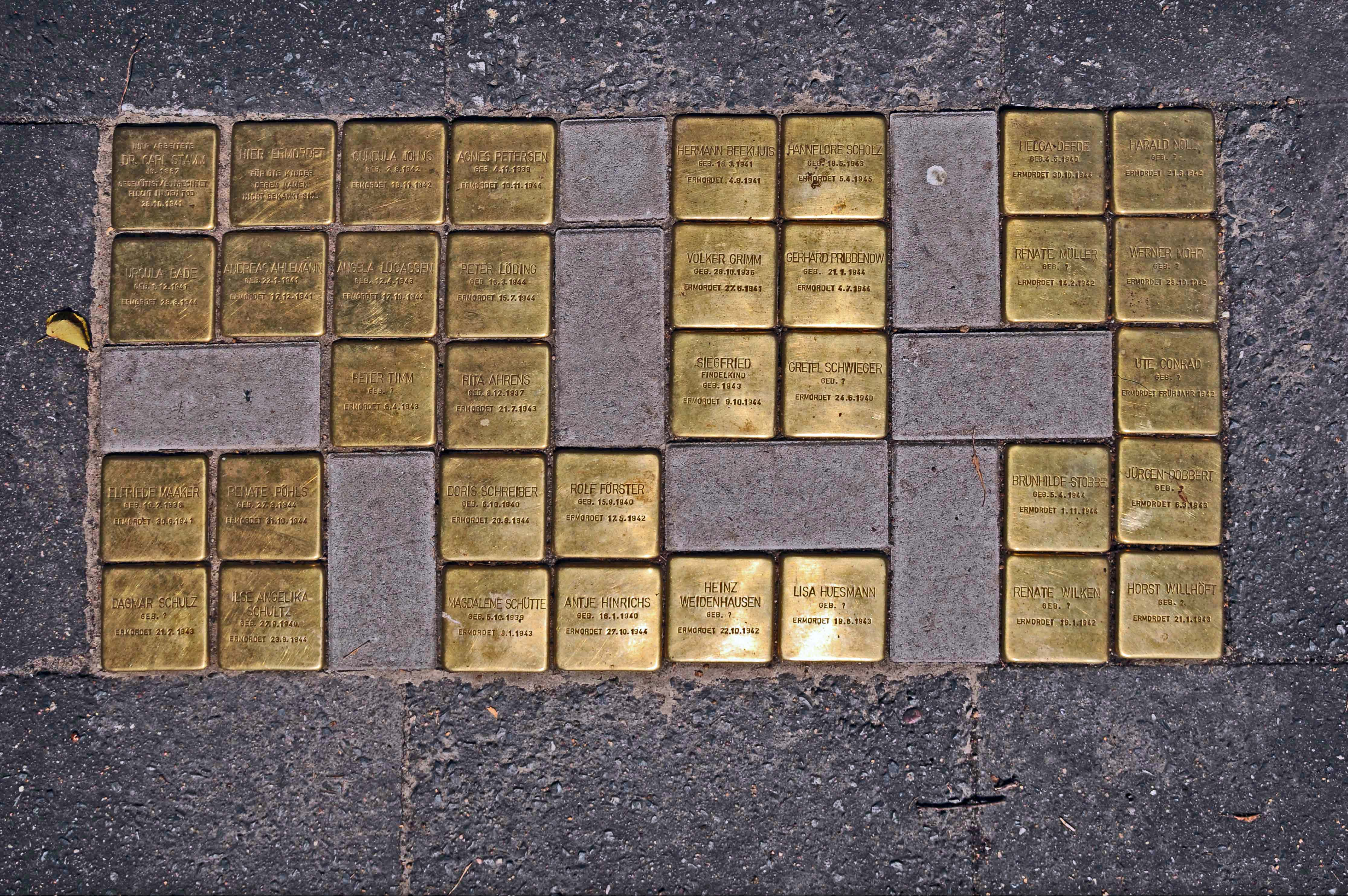
Stolpersteine
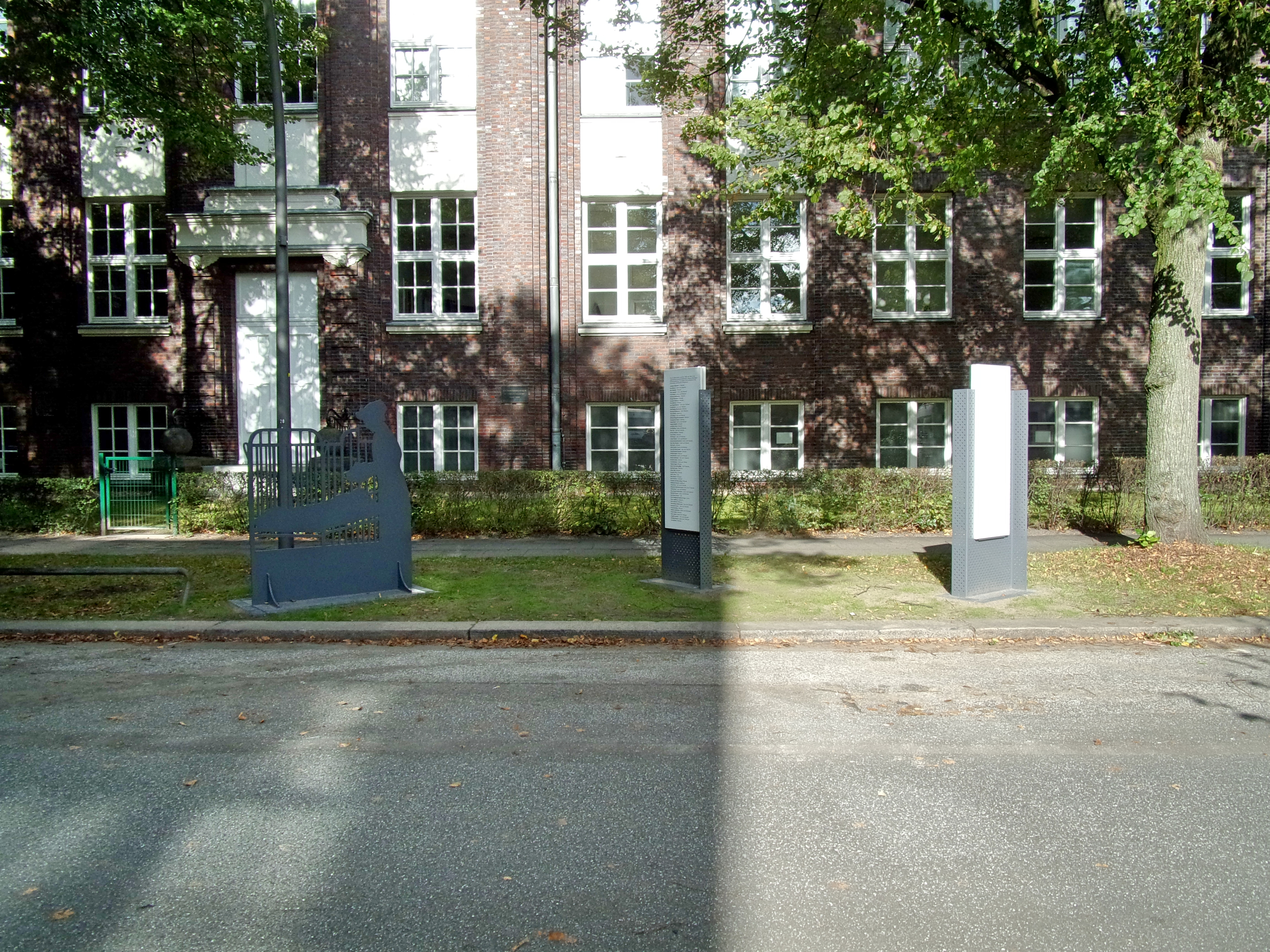
Gedenkort Kinderkrankenhaus Rothenburgsort